# Kim Moon-hwan
Kim Moon-hwan (en coreano: 김문환; Hwaseong, Gyeonggi, 1 de agosto de 1995) es un futbolista surcoreano que juega en la demarcación de centrocampista para el Daejeon Hana Citizen F. C. de la K League 1.

## Selección nacional
Tras jugar en la selección de fútbol sub-19 de Corea del Sur y en la sub-23, finalmente hizo su debut con la selección absoluta el 7 de septiembre de 2018 en un encuentro amistoso contra Costa Rica que finalizó con un resultado de 2-0 a favor del combinado surcoreano tras los goles de Nam Tae-hee y de Lee Jae-sung.

### Participaciones en Copas del Mundo
| Mundial                        | Sede  | Resultado        | Partidos | Goles |
| ------------------------------ | ----- | ---------------- | -------- | ----- |
| Copa Mundial de Fútbol de 2022 | Catar | Octavos de final | 4        | 0     |

## Clubes
| Club                         | País           | Año       | Partidos | Goles |
| ---------------------------- | -------------- | --------- | -------- | ----- |
| Busan IPark                  | Corea del Sur  | 2017-2020 | 120      | 9     |
| Los Angeles FC               | Estados Unidos | 2021-2022 | 28       | 1     |
| Jeonbuk Hyundai Motors F. C. | Corea del Sur  | 2022-2023 | 51       | 1     |
| Al-Duhail S. C.              | Catar          | 2023-2024 | 26       | 0     |
| Daejeon Hana Citizen F. C.   | Corea del Sur  | 2024-     | 25       | 0     |

## Palmarés

### Títulos nacionales
| Título                | Club                         | País          | Año  |
| --------------------- | ---------------------------- | ------------- | ---- |
| Copa de Corea del Sur | Jeonbuk Hyundai Motors F. C. | Corea del Sur | 2022 |

### Títulos internacionales
| Título                                | Club                                        | País          | Año  |
| ------------------------------------- | ------------------------------------------- | ------------- | ---- |
| Fútbol en los Juegos Asiáticos        | Selección de fútbol sub-23 de Corea del Sur | Indonesia     | 2018 |
| Campeonato de Fútbol del Este de Asia | Selección de fútbol de Corea del Sur        | Corea del Sur | 2019 |